# Apatides fortis
Apatides fortis är en skalbaggsart som först beskrevs av Leconte 1866.  Apatides fortis ingår i släktet Apatides och familjen kapuschongbaggar. Inga underarter finns listade i Catalogue of Life.

## Bildgalleri

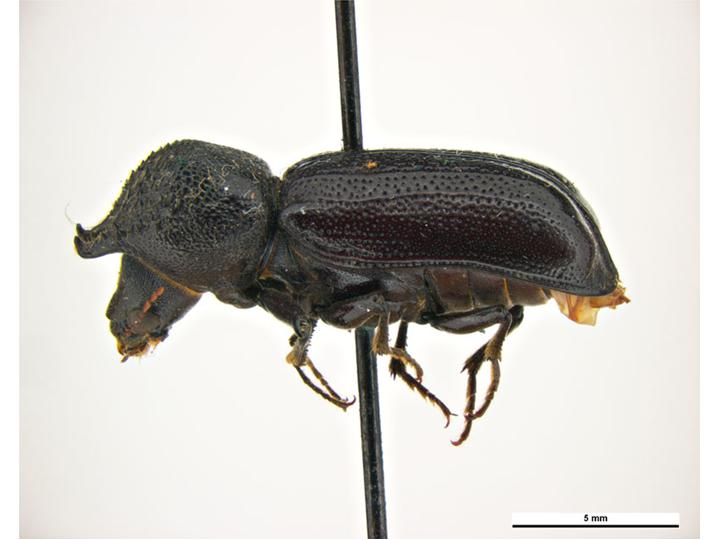